# Koji Nakao
Koji Nakao (中尾 康二 Nakao Koji?), född 8 september 1981 i Kagoshima prefektur, är en japansk före detta fotbollsspelare.
Nakao började sin karriär 2000 i Consadole Sapporo. 2002 blev han utlånad till Yokohama FC. 2004 flyttade han till Shizuoka FC. Efter Shizuoka FC spelade han för FC Gifu och Azul Claro Numazu. Han avslutade karriären 2010.